# 波格拉尼奇內區
44°25′N 131°23′E / 44.417°N 131.383°E
波格拉尼奇內區（俄语：Пограничный район），是俄羅斯的一個區，位於該國東南部，由濱海邊疆區負責管轄，始建於1926年，面積3,750平方公里，2010年人口23,492，人口密度每平方公里6.26人。